# Molefi Sefularo
Molefi Sefularo (Potchefstroom, 9 juli 1957 - bij Pretoria, 5 april 2010) was een Zuid-Afrikaanse arts en politicus. Hij was lid van het ANC.

## Loopbaan
Sefularo werd opgeleid als arts aan de Medische Universiteit van Zuid-Afrika en volgde een MBA-opleiding aan de Universiteit van Kaapstad. 
Hij was actief in het verzet tegen de apartheid. Zo kwam de studentenorganisatie AZASO, een zwarte bewustzijnsbeweging en de voorloper van SA Students Congress, mede dankzij hem tot stand.
Van 1994 tot 2004 was Sefularo lid van de provinciale regering van Noordwest met als portefeuille gezondheidszorg. Na de Zuid-Afrikaanse parlementsverkiezingen van 2004 kwam hij in de Nationale Vergadering (het nationale lagerhuis) terecht en in september 2008 werd hij op landelijk niveau staatssecretaris van gezondheidszorg in het in die maand gevormde kabinet-Motlanthe, vanaf mei 2009 voortgezet in het in die maand aangetreden kabinet-Zuma I.
Molefi Sefularo kwam op 52-jarige leeftijd om het leven op de N4 nabij Pretoria doordat zijn auto een betonpaal raakte.